# Église Saint-Charles de Saint-Charles-de-Percy
L'église Saint-Charles est une église catholique située à Valdallière, en France.

## Localisation
L'église est située dans le département français du Calvados, dans le bourg de la commune déléguée de Saint-Charles-de-Percy, intégrée dans le territoire de la commune nouvelle de Valdallière depuis 2016.

## Historique
Les parois supportant l'ensemble décoratif en stuc du XVIIIe siècle faisant le tour du chœur et du transept sont classées au titre des monuments historiques depuis le 13 octobre 1958 et le reste de l'édifice est inscrit depuis le 18 août 2006.